# Zeria zebrina
Zeria zebrina es una especie de arácnido  del orden Solifugae de la familia Solpugidae.

## Distribución geográfica
Se encuentra en Kenia  y Tanzania.